# Angela Morley

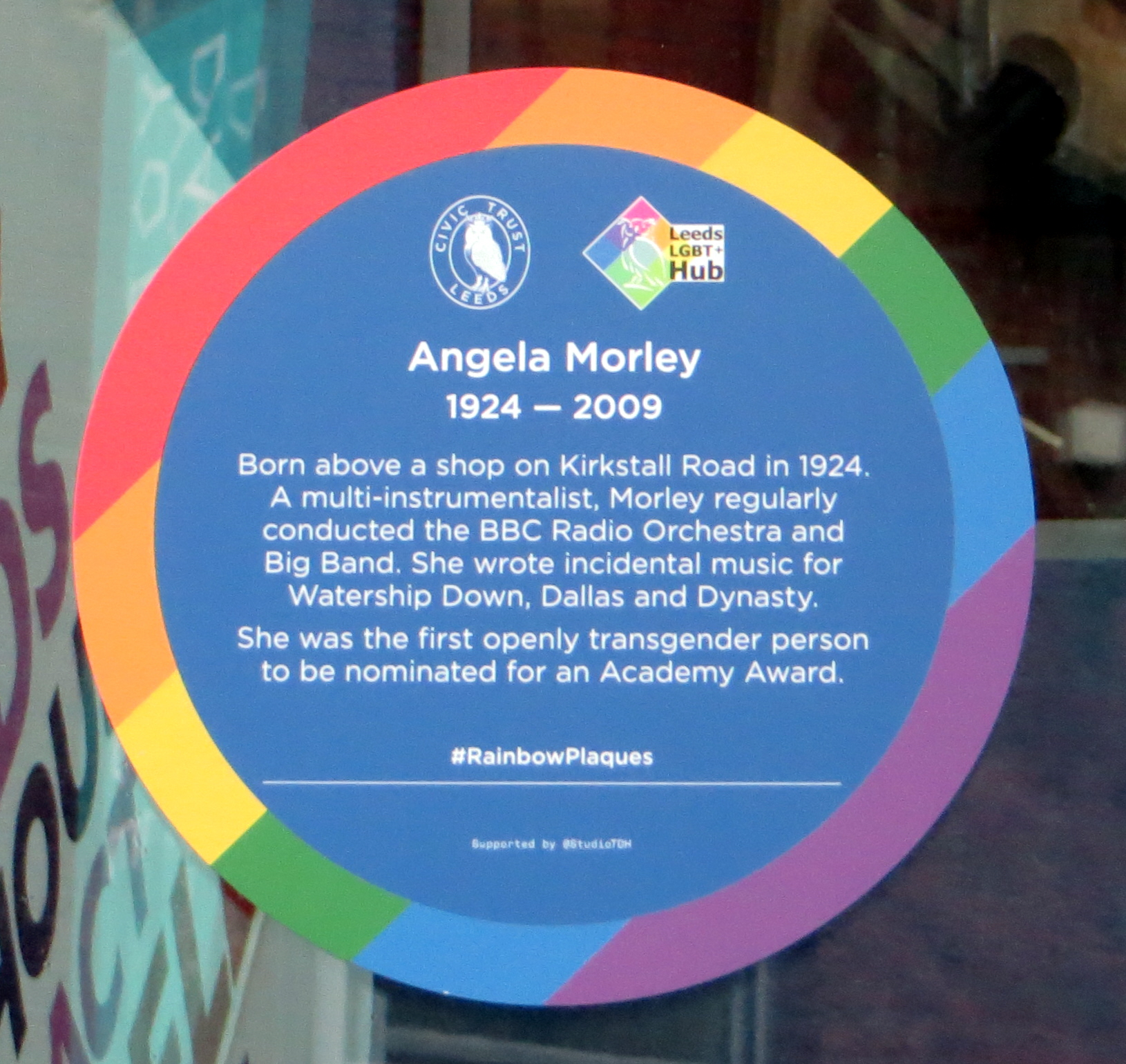
Placa comemorativa no edifício da BBC em Leeds

Angela Morley (10 de março de 1924 – 14 de janeiro de 2009 ) foi uma compositora e maestrina transgénero inglesa, cujo nome se tornou familiar para os ouvintes da BBC na década de 1950. Angela indicou que começou a compor e a fazer arranjos musicais, em grande parte, devido à influência e ao incentivo do compositor canadiano Robert Farnon. Morley fez a transição em 1972 e depois viveu abertamente como mulher transgénero. Nos últimos anos da sua vida morou em Scottsdale, no Arizona.

## Prémios e nomeações
Angela Morley ganhou três prémios Emmy, em 1985, 1988 e 1990, pelo seu trabalho de arranjos musicais, na categoria de Outsanding Music Direction, no filme Christmas inWashington e em dois especiais de televisão protagonizados por Julie Andrews. Além disso, recebeu oito nomeações para os prémios Emmy pela composição musical para séries de televisão como Dynasty e Dallas. Foi nomeada duas vezes para os prémios Oscar na categoria de Melhor Banda Sonora Original: a primeira por O Pequeno Príncipe (1974), juntamente com Alan Jay Lerner, Frederick Loewe e Douglas Gamley; e o segundo para The Slipper and the Rose (1976), em conjunto com Richard M. Sherman e Robert B. Sherman. Angela Morley foi a primeira pessoa abertamente transgénero a ser nomeada para receber um Oscar.